# Paones
Paones es una localidad española del municipio de Berlanga de Duero, perteneciente a la provincia de Soria, en la comunidad autónoma de Castilla y León

## Geografía
Forma parte del partido judicial de Almazán y de la comarca de Berlanga. Se encuentra Paones a escasos kilómetros de Berlanga de Duero, en la carretera que va a Retortillo de Soria. Desde el punto de vista jerárquico de la Iglesia católica forma parte de la diócesis de Osma la cual, a su vez, pertenece a la archidiócesis de Burgos, aunque históricamente ha pertenecido al obispado de Sigüenza en el arciprestazgo de Berlanga. 
En sus alrededores se encuentra la cueva del Ojo, en un paraje natural de gran belleza se encuentra esta cueva con grabados prehistóricos, el posible resto de un dolmen y restos de abrigos pastoriles. También está cerca El Chorrón, paraje muy bello y un poco desconcertante, ya que parece el lugar apropiado para antiguos cultos. Piedras gigantescas de asombrosas formas sin que por el momento se haya encontrado huella de asentamientos humanos.

## Historia
El censo de Pecheros de 1528, en el que no se contaban eclesiásticos, hidalgos y nobles, registraba la existencia 46 pecheros, es decir unidades familiares que pagaban impuestos. En el documento original figuraba como Paones, formando parte de la Comunidad de villa y tierra de Berlanga. En documentos antiguos aparece escrito Pavones, que era el nombre antiguo de los pavos reales. Es posible que el origen del pueblo fuera una granja de pavos.
En el censo de 1787, ordenado por el conde de Floridablanca,  figuraba como lugar del partido de Berlanga en la intendencia de Soria,  con jurisdicción de señorío y bajo la autoridad del alcalde pedáneo nombrado por el marqués de Berlanga (que era también duque de Frías y duque de Uceda). 
A la caída del Antiguo Régimen la localidad se constituye en municipio constitucional en la región de Castilla la Vieja, que en el censo de 1842 contaba con 41 hogares y 164 vecinos. Hacia mediados del siglo XIX, el lugar tenía contabilizadas 44 casas. Aparece descrito en el decimosegundo volumen del Diccionario geográfico-estadístico-histórico de España y sus posesiones de Ultramar de Pascual Madoz de la siguiente manera:

PAONES: l. con ayunt. en la prov. de Soria (9 leg.), part. jud. de Almazan (5), aud. terr., y c. g. de Burgos (26), dióc. de Sigüenza (9): sit. en llano con libre ventilacion y saludable clima; tiene 44 casas, la consistorial; escuela de instruccion primaria, á cargo de un maestro, á la vez sacristan y secretario de ayunt., dotado con 40 fan de trigo; una igl. parr. (San Pedro Apóstol), 3 fuentes de esquisitas aguas, de las cuales se surte el vecindario para beber y demas necesidades: térm.: confina N. Aguilera; E. Cabreriza; S. Alaló,y O. Galapagares; dentro de el se encuentra la ermita de (Ntra. Sra. del Parral); el terreno en su mayor parte llano, es de buena calidad; comprende un buen monte encinar y una pequeña dehesa: caminos los locales, en mal estado: correo: se recibe y despacha en la cap. del part.: prod.: trigo, centeno, cebada, avena, leñas de combustibles y carboneo, y buenos pastos con los que se mantiena ganado lanar, cabrio, mular y vacuno; abunda la caza de perdices, conejos y liebres: ind. la agrícola: comercio, esportacion de algun ganado y lana, é importacion de los art. de consumo que faltan. pobl.: 41 vec. 164 alm. cam. imp.: 21,506 rs. 20 mrs.
(Madoz, 1849, p. 676)

A mediados del siglo XIX se incorpora a Ciruela. A finales del siglo XX este municipio denominado Ciruela desaparece como tal porque se integra en el término municipal de Berlanga de Duero. Ambas localidades contaban entonces con 83 hogares y 312 habitantes.

## Demografía
| Gráfica de evolución demográfica de Paones entre 1842 y 1960 |
| |
| Población de derecho según los censos de población del INE Población de hecho según los censos de población del INEEn este censo se denominaba Ciruela: 1960 Entre el censo de 1857 y el anterior, crece el término del municipio porque incorpora a 425033 (Ciruela) Entre el censo de 1970 y el anterior, este municipio desaparece porque se integra en el municipio 42035 (Berlanga de Duero) |

Paones contaba a 1 de enero de 2015 con una población de 3 habitantes, 3 hombres y 0 mujer.
| Gráfica de evolución demográfica de Paones entre 2000 y 2015                                     |
|                                                                                                  |
| Población de derecho (2000-2015) según los censos de población del INE a 1 de enero de cada año. |

## Patrimonio

### Atalaya de Paones
Asombrosamente integrada entre dos casas, se ha quedado esta atalaya musulmana del siglo X, de la que solo se ve su parte posterior. Tiene unos siete metros de altura y un diámetro de 3 m. Su situación, en el fondo del valle, asemeja a torres como la de Bordecorex. 
Es muy probable que, en esta red de comunicaciones que construyeron los árabes hubiera otra atalaya, 8OO m al sudeste del pueblo en el cerro que ha conservado el nombre de La Atalaya.

### Iglesia de San Pedro Apóstol

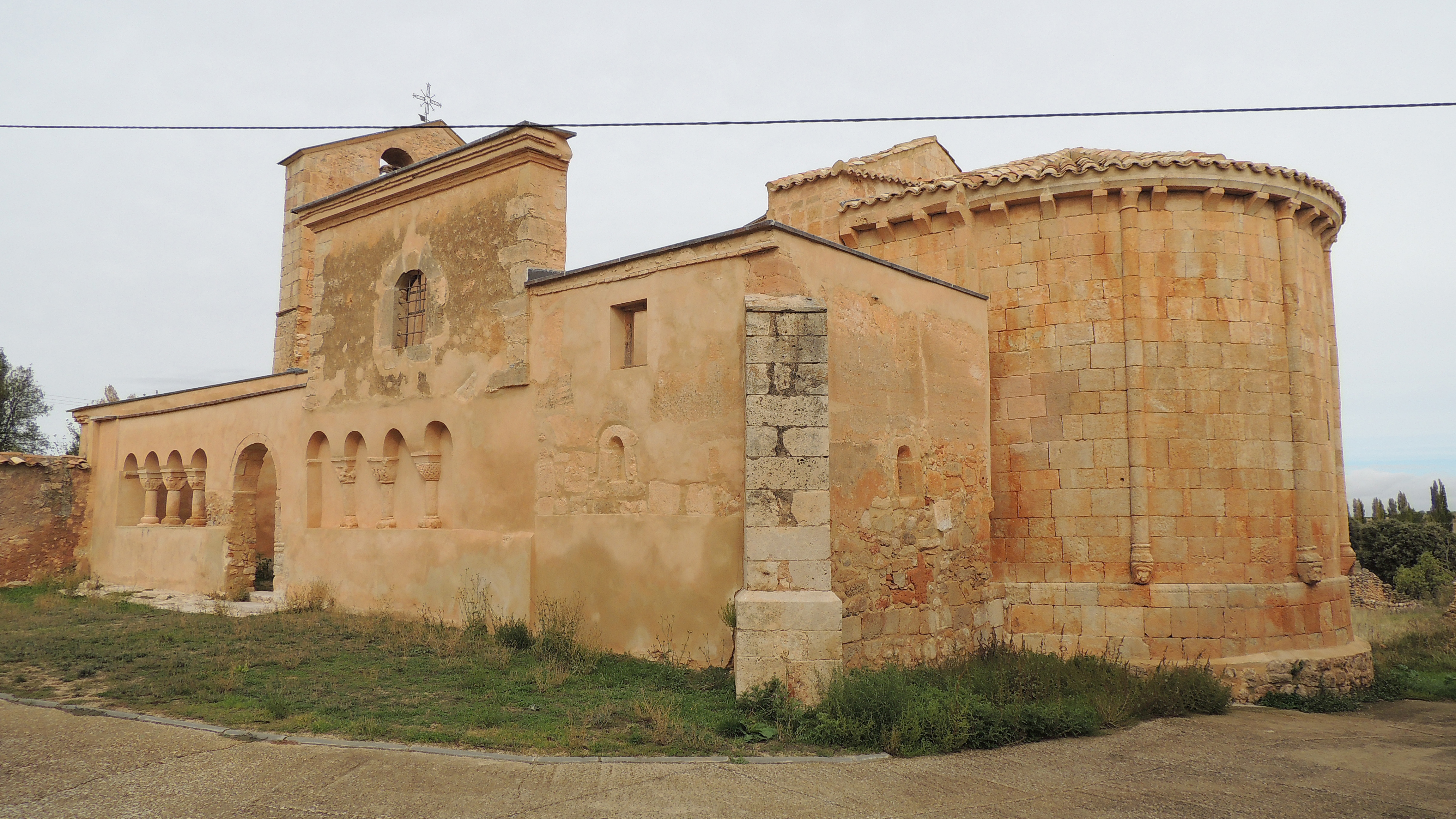
Iglesia de San Pedro Apóstol

En la localidad hay una iglesia bajo la advocación de San Pedro Apóstol. Tiene cabecera semicircular de buena sillería rematada por cornisa de modillones sencillos, presbiterio recto, una nave con dos capillas laterales y una espadaña a los pies; de todo este conjunto, sólo la cabecera es románica de finales del siglo XII. El ábside es semicircular, casi de herradura, arranca de un zócalo, en el tambor podemos distinguir una saetera hoy cegada. Además está dividido en cinco paños por semicolumnas que apoyan en mensulillas con forma de capitel zoomórfico y se alzan hasta el alero, compuesto de cornisa y canecillos de nacela. El presbiterio sigue el mismo sistema constructivo del ábside. En el interior, la cabecera conserva el abocinamiento de la saetera, la bóveda de horno nace de una imposta de listel. El presbiterio se techa con cañón apuntado y en sus muros laterales hay dos arquillos ciegos, sólo se ha conservado uno de ellos. Las columnas que articulan el tambor absidal, arrancan de unas ménsulas, no del zócalo. Además hay un capitel reticulado y una pila de agua bendita, de cuádruple torso encapitelado. 
La situación actual de la iglesia es de ruina progresiva, que esperamos sea atajada cuanto antes, por su valor artístico y sentimental. Hay una partida prevista en el Plan Románico Sur, que se propone su reconstrucción. Quedan fragmentos de pinturas murales a base de azules y ocres, y en la iglesia había una pila benditera románica. La pila bautismal, también románica, adorna el centro de una recoleta placita junto a la iglesia.
Afortunadamente, a principios de 2009 se comenzó a consolidar sus maltrechos muros y a eliminar edificios adyacentes que estaban en ruinas; en una de estas labores de desescombro volvió a ver la luz una galería que había sido cegada en alguna de las restauraciones y ampliaciones que se llevaron a cabo seguramente en el siglo XV-XVI y también en el XVIII. Se trata de una pequeña galería con cuatro arcos cuyos fustes miden solo cincuenta centímetros, con arquillos más pequeños de lo habitual. Su construcción es pobre pero los capiteles se han conservado muy bien y son de muy buena talla. La iglesia de Paones se encuentra incluido en la Lista Roja del Patrimonio realizada por la asociación Hispania Nostra.

## Viabilidad
Pueblo con escasa población pero con abundantes muestras artísticas de un pasado menos sombrío. Con los pocos medios disponibles dentro de la marginalidad a la que se está condenando no solo un modo de vida sino a extensas zonas de la península ibérica donde el estado no invierte un solo euro, se podría crear un modesto plan de salvamento promocionando turísticamente la aldea, y las cuatro joyas de arte y paisaje que han sido descritas anteriormente y que en algún caso permanecen sin ser reconocidas como tales. Paones está al borde de su desaparición física, ya que sus habitantes actuales son muy escasos. Está en un entorno agradable, a solo 6 km de Berlanga, la capital del municipio, y sería un buen lugar para establecer algún tipo de experiencia de repoblación, casa rural o cualquier otra iniciativa. El Ayuntamiento de Berlanga y Organizaciones como Abraza la Tierra asesoran y ofrecen ayudas para acabar con el triste destino a que parece abocada toda esta comarca del sur de Soria.